# Miguel Alberto Flangini Ximénez
Pour les articles homonymes, voir Ximénez.
Miguel Alberto Flangini Ximénez, né en 1824 et mort en 1900 à Montevideo, est un homme d'État uruguayen.
Il est le président de facto de l’Uruguay du 1er février 1882 au 1er mars 1882. 

## Biographie
Membre du Parti colorado, il est considéré comme une figure de transition,.